# 元代建筑
元代建築继承金代建築。元代建築特點是粗放不羈，在金代盛用移柱、減柱的基礎上，更大膽地減省木構架結構。元代木構多用原木作梁，因此外觀粗放。因為蒙古人好白的原故，元代建築多用白色琉璃瓦，為一時代特色。这一时期建筑类型较以往有所增益，对明清建筑均有启发。